# Jules et Jim
Jules et Jim (traducció literal en català: "Jules i Jim") és una pel·lícula francesa de 1962 dirigida per François Truffaut. Està basada en la novel·la homònima de l'escriptor francès Henri-Pierre Roché, de caràcter semi-autobiogràfica i que relata la seva relació amb Helen Grund, la seva esposa, i l'escriptor Franz Hessel.
Truffaut es va topar amb la novel·la a mitjans dels anys 1950, mentre fullejava llibres en una llibreria de segona mà de París. Més tard, també coneixeria personalment Henri-Pierre Roché, qui donaria el vistiplau a Truffaut per adaptar l'obra al cinema.
La banda sonora, de Georges Delerue, va ser catalogada com una de les 10 millors bandes sonores per la revista anglesa Time en la seva llista "All Time 100 Movies".
El 2010, la revista anglesa Empire va classificar Jules et Jimes a la 46a posició de les 100 millors pel·lícules del cinema ("The 100 Best Films Of World Cinema").

## Argument
La història es desenvolupa abans, durant i després de la I Guerra Mundial prenent com a personatges dos amics, un d'austríac i un altre francès, Jules i Jim, que coneixen Catherine, una peculiar dona interpretada per Jeanne Moreau, de la qual tots dos s'enamoren. Sorgeix així un trio amorós que acaba en tragèdia.
A tenir en compte que l'argument està basat en fets reals. El personatge de Catherine està inspirat en Helen Grunt, dona alemanya que va viatjar a París, on va conèixer Franz Hessel i el seu amic Henri-Pierre Roché, dos artistes de la literatura. Es va casar amb Franz mentre li era infidel amb el seu amant Henri-Pierre Roché, autor del llibre en el qual es basa Truffaut.
Recentment, Marie-Françoise Peteuil ha publicat un llibre (Helen Hessel: la dona que va estimar Jules i Jim) que relata la veritable història d'aquest relat d'amor, infidelitat, traïció i llibertat.

## Repartiment
- Jeanne Moreau: Catherine
- Oskar Werner: Jules
- Henri Serre: Jim
- Vanna Urbino: Gilberte, la promesa de Jim
- Serge Rezvani (als crèdits amb el nom de Boris Bassiak): Albert, amant de Catherine
- Marie Dubois: Thérèse, ex-xicota de Jules
- Sabine Haudepin: Sabine, filla de Jules i Catherine
- Kate Noëlle: Birgitta
- Anny Nelsen: Lucy
- Christiane Wagner: Helga
- Jean-Louis Richard: client al cafè
- Michel Varesano: client al cafè
- Pierre Fabre: borratxo al cafè
- Danielle Bassiak: companya d'Albert
- Bernard Largemains: Merlin
- Elen Bober: Mathilde
- Dominique Lacarrière: una dona
- Michel Subor: narrador (veu)

## Nominacions
- 1963: BAFTA a la millor pel·lícula estrangera
- 1963: BAFTA a la millor actriu estrangera per Jeanne Moreau